# Deltote signata
Deltote signata là một loài bướm đêm trong họ Noctuidae.